# Fernanda Garay
Fernanda Garay Rodrigues (Porto Alegre, 10 de maio de 1986) é uma jogadora de voleibol brasileira que atua como ponteira. Mais conhecida como Fê Garay, joga com a camisa 16 na Seleção Brasileira.

## Biografia

### Primeiros anos
Nascida em Porto Alegre, capital do Rio Grande do Sul, Fernanda Garay é a irmã mais velha numa família de cinco filhos. Nascida e criada no bairro de Jardim Ypê, o esporte sempre esteve presente em sua vida. Seu pai, foi jogador de basquete e sua mãe de vôlei. Começou a praticar e desenvolver-se no vôlei na escola.

### Carreira

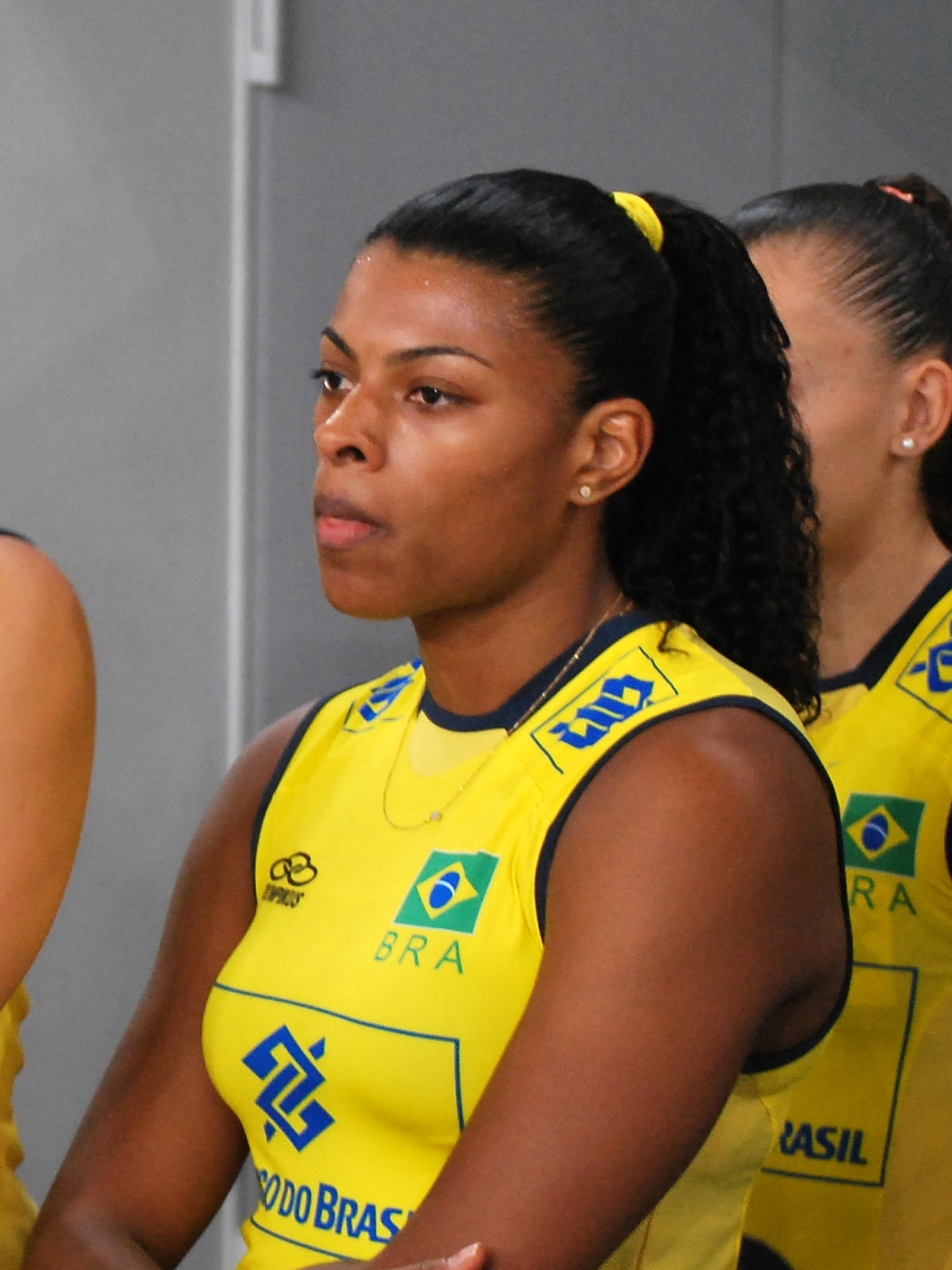
Fê Garay disputando o Grand Prix pela seleção brasileira em Łódź na Polônia em 2012.

Teve passagens por equipes importantes do circuito do vôlei brasileiro como São Caetano, Minas e Pinheiros, bem como pela seleção brasileira de base. Seus ataques potentes e sua agilidade em quadra despertaram interesses em clubes importantes. Aceitou a proposta, então, do time NEC Red Rockets, tradicional time do Japão, para a temporada 2010/2011. A experiência no Japão contribuiu muito para que Fernanda ganhasse destaque internacional. Em entrevista para a revista Caras, afirmou:  "eu era a principal atacante do time naquela ocasião". No Rio de Janeiro, representou a equipe brasileira nos Jogos Mundiais Militares de 2011, que conquistou ouro no voleibol feminino.
O destaque no clube japonês, fez com que, em setembro de 2010, ela fosse convocada para substituir a jogadora Mari – que havia sofrido um estiramento muscular – na seleção brasileira, para a disputa do Campeonato Mundial no Japão. No ano seguinte, retornou ao Brasil, ao ser contratada pelo Vôlei Futuro, clube de Araçatuba, no interior do estado de São Paulo, para compor o time na disputa da Superliga 2011–12, conquistando o terceiro lugar da competição.
Com o bom desempenho, foi selecionada para integrar a delegação brasileira para os Jogos Olímpicos de Verão de 2012, realizados em Londres, na Inglaterra. A seleção foi medalhista de ouro. Com Garay atuando como titular, realizou ações importantes, como os saques no jogo contra a seleção russa em que o Brasil salvou seis match points. Fernanda também foi autora do último ponto da final contra a seleção americana e ainda foi a melhor passadora das Olimpíadas.
No mesmo ano, a jogadora é contratada pelo Osasco, de São Paulo. Conquistando o Mundial de Clubes 2012 em Doha, no Catar, e o segundo lugar da Superliga 2012–13, sendo eleita a melhor atacante do campeonato, consequentemente, a melhor jogadora.

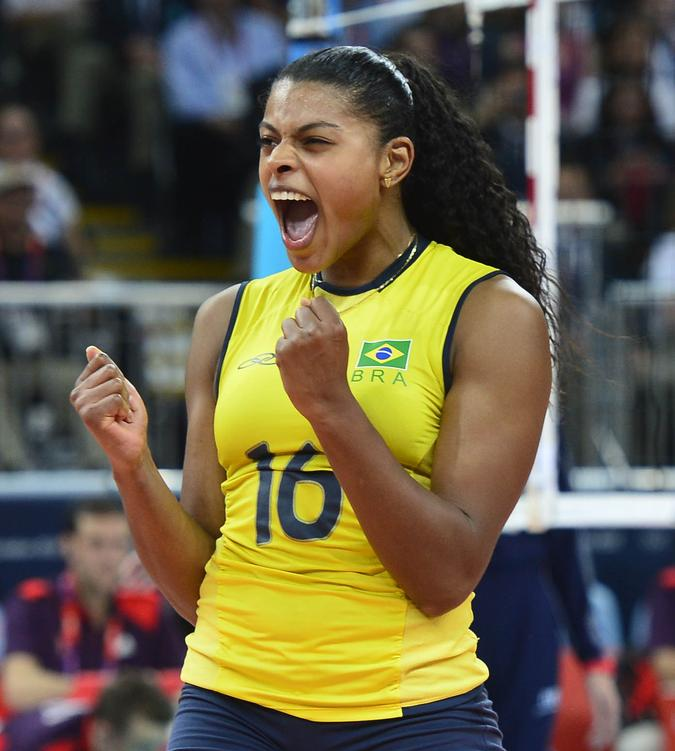
Fê Garay atuando pela seleção brasileira em 2013.

Em 2013, Fernanda Garay consagrou-se ainda mais, conquistando os torneios de Montreux Volley Masters de 2013 e Alassio Cup com a seleção brasileira, nos quais foi eleita MVP.
No mesmo ano, foi fundamental nas conquistas do Grand Prix, no qual foi a maior pontuadora do Brasil na competição, e do Sul-Americano, sendo eleita uma das melhores ponteiras. No final do mês de setembro, Garay transferiu-se para a Turquia, para defender o Fenerbahçe, time pelo qual foi contratada para a temporada 2013–14, jogando ao lado de grandes atletas como a estadunidense Alisha Glass e a turca Derya Cayirgan, além de ser comandada pelo experiente técnico italiano Marcelo Abbondanza.
Integrou em 2015, a delegação brasileira que que foi a Toronto, no Canadá, nos Jogos Pan-Americanos de 2015. A equipe garantiu a medalha de prata, após, ser derrotada pelos Estados Unidos.
No ano de 2016, integrou a delegação brasileira nos Jogos Olímpicos de Verão realizados no Rio de Janeiro, ao ser convocada pelo treinador José Roberto Guimarães para integrar a equipe de vôlei. Apesar do favoritismo brasileiro – por ser país sede e detentor da medalha de ouro – a equipe brasileira foi eliminada pela equipe chinesa, nas quartas de final, em jogo realizado no Maracanãzinho, sendo derrotada por 3 sets a 2, com grandes atuações de Xu Yunli e Zhu Ting.
Foi anunciada pelo Dentil/Praia Clube para a temporada 2017-18 e sagrou-se vice-campeã do Campeonato Mineiro de 2017 e foi vice-campeã da Copa Brasil de 2018 realizada em Lages e contribuiu para a melhor campanha do clube na história da Superliga Brasileira A 2017-18 e é finalista e contribui para o clube alcançar seu primeiro título nesta competição.

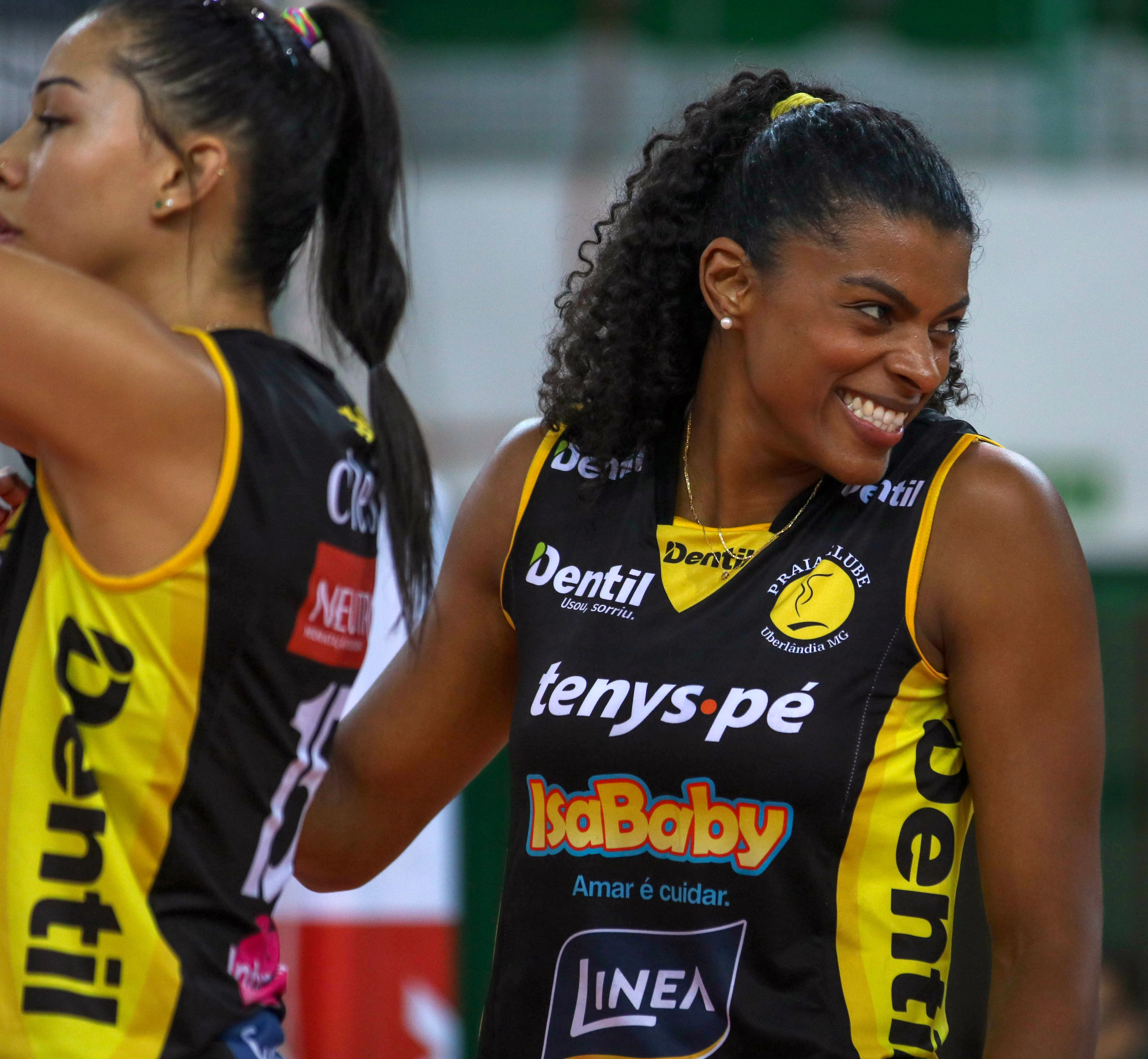
Fê Garay atuando pelo Dentil/Praia Clube em 2018.

Renovou com o mesmo clube para temporada 2018-19 e sagrou-se vice-campeã da edição do Campeonato Mineiro de 2018. No mesmo ano, a jogadora ajudou o time do Praia a conquistar a Supercopa Brasileira de 2018, mais tarde disputou a semifinal na edição do Campeonato Mundial de Clubes de 2018, realizada em Shaoxing , terminando na quarta colocação.
Pelo Dentil/Praia Clube conquistou o vice-campeonato da Copa Brasil de 2019 realizada em Gramado e a medalha de prata no Campeonato Sul-Americano de Clubes de 2019 realizado novamente em Belo Horizonte e eleita a segunda melhor ponteira da competição. e contribuiu para equipe avançar a grande final da Superliga Brasileira 2018-19,machucou-se na primeira partida da série final, mas terminou com o vice-campeonato.
Garay viveu sua terceira experiência nos Jogos Olímpicos de Verão de 2020, realizados em Tóquio no Japão. Com a Pandemia de COVID-19, os jogos foram adiados para o ano de 2021. Fernanda integrou pela terceira vez a delegação brasileira, participando da equipe brasileira, responsável por garantir a medalha de prata para o Brasil. A equipe foi derrotada para a seleção estadunidense por 3 sets a 0.

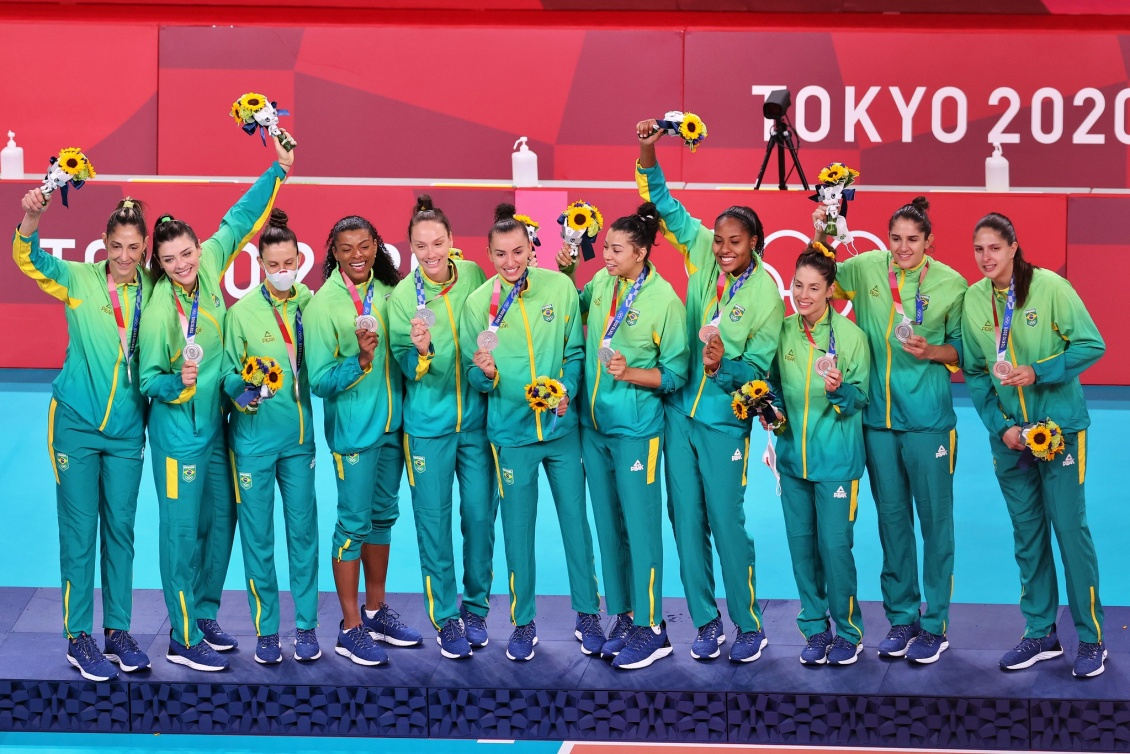
Fê Garay junto ao elenco medalhista de prata nas Olímpiadas de Tóquio 2020

No mesmo ano, foi eleita Atleta da Torcida em votação aberta realizada pelo Prêmio Brasil Olímpico. Outros prêmios que conquistou nesse ano foi o de craque da Superliga Feminina em votação realizada pelos internautas e de 1º melhor ponteira da temporada 2020-2021.
Em 2021, anunciou uma pausa na carreira para dedicar-se a maternidade. No ano de 2022, conquistou o título de cidadã honorária de Porto Alegre, honraria concedida pela Câmara Municipal de Porto Alegre,em pedido realizado pelo vereador Airto Ferronato (PSB). No ano seguinte, foi anunciada pelo Comitê Olímpico do Brasil (COB), para atuar como repórter da equipe de comunicação da entidade durante os Jogos Pan-Americanos de 2023, realizados em Santiago, no Chile.

## Clubes
| Clube                         | País    | De   | Até  |
| ----------------------------- | ------- | ---- | ---- |
| SOGIPA                        | Brasil  | 2002 | 2003 |
| Açúcar União/São Caetano E.C. | Brasil  | 2003 | 2004 |
| MRV/Minas                     | Brasil  | 2004 | 2005 |
| Fiat/Minas                    | Brasil  | 2005 | 2008 |
| Pinheiros/Mackenzie           | Brasil  | 2008 | 2010 |
| NEC Red Rockets               | Japão   | 2010 | 2011 |
| Vôlei Futuro                  | Brasil  | 2011 | 2012 |
| Sollys Nestlé/Osasco          | Brasil  | 2012 | 2013 |
| Fenerbahçe Istambul           | Turquia | 2013 | 2014 |
| Dinamo Krasnodar              | Rússia  | 2014 | 2015 |
| Dynamo Moscow                 | Rússia  | 2015 | 2016 |
| Guangdong Evergrande          | China   | 2016 | 2017 |
| Dentil/Praia Clube            | Brasil  | 2017 | 2021 |

## Seleção brasileira
- Grand Prix (2010, 2011, 2012, 2013, 2014 e 2016)
- Campeonato mundial, 2010
- Jogos Mundiais Militares, 2011
- Pan-Americano de Guadalajara, 2011
- Pré-Olímpico, 2012
- Jogos Olímpicos de Londres, 2012
- Montreux Volley Masters, 2013
- Torneio de Alássio, 2013
- Sul-Americano, 2013
- Copa dos Campeões, 2013
- Campeonato mundial 2014
- Jogos Olímpicos do Rio, 2016
- Jogos Olímpicos de Tokyo, 2020

## Títulos e resultados
- Campeonato Mundial de Clubes:2018[39]
- Superliga Brasileira Aː2017-18[35]
- Superliga Brasileira Aː2018-19
- Supercopa Brasileira de Voleibol:2018[37]
- Copa Brasil:2018[33], 2019[40] e 2020
- Campeonato Mineiro:2019
- Campeonato Mineiro:2017[32] e 2018[36]
- Jogos Mundiais Militares: 2011[9]
- Campeonato Mundial de Voleibol Feminino: 2010[53]
- Pan-Americano de Guadalajara: 2011[54]

## Premiações individuais
- 2ª Melhor Ponteira do Campeonato Sul-Americano de Clubes de 2019[41]
- Jogos Mundiais Militares 2011: Melhor atacante
- Jogos Mundiais Militares 2011: Melhor Jogadora (MVP)
- Grand Prix 2011: Melhor passadora
- Grand Prix 2011: Melhor sacadora
- Olimpíadas 2012: Melhor passadora
- Sul-Americano de Clubes 2012: Melhor passadora
- Superliga 2012–13: Melhor Atacante
- Superliga 2012–13: Melhor Jogadora (MVP)
- Montreux Volley Masters 2013: Melhor Jogadora (MVP)
- Torneio de Alassio 2013: Melhor Jogadora (MVP)
- Sul-Americano 2013: Melhor Ponteira
- Prêmio Brasil Olímpico 2021: Atleta da Torcida[47]
- Superliga 2020–2021: 1º melhor ponteira e Craque da torcida.[48]